# Globoder
Globoder (cyr. Глободер) – wieś w Serbii, w okręgu rasińskim, w mieście Kruševac. W 2011 roku liczyła 1390 mieszkańców.